# Eriosema psoraleoides
Espèce
Synonymes
- Crotalaria psoraleoides Lam.[2]
- Eriosema cajanoides (Guill. & Perr.) Hook.f.[2]
- Eriosema proschii Briq.[2]
- Rhynchosia cajanoides Guill. & Perr.[2]
- Rhynchosia psoraleoides (Lam.) DC.[2]

Eriosema psoraleoides est une espèce de plantes à fleurs de la famille des Fabaceae et genre Eriosema, présente en Afrique tropicale et australe.

## Description

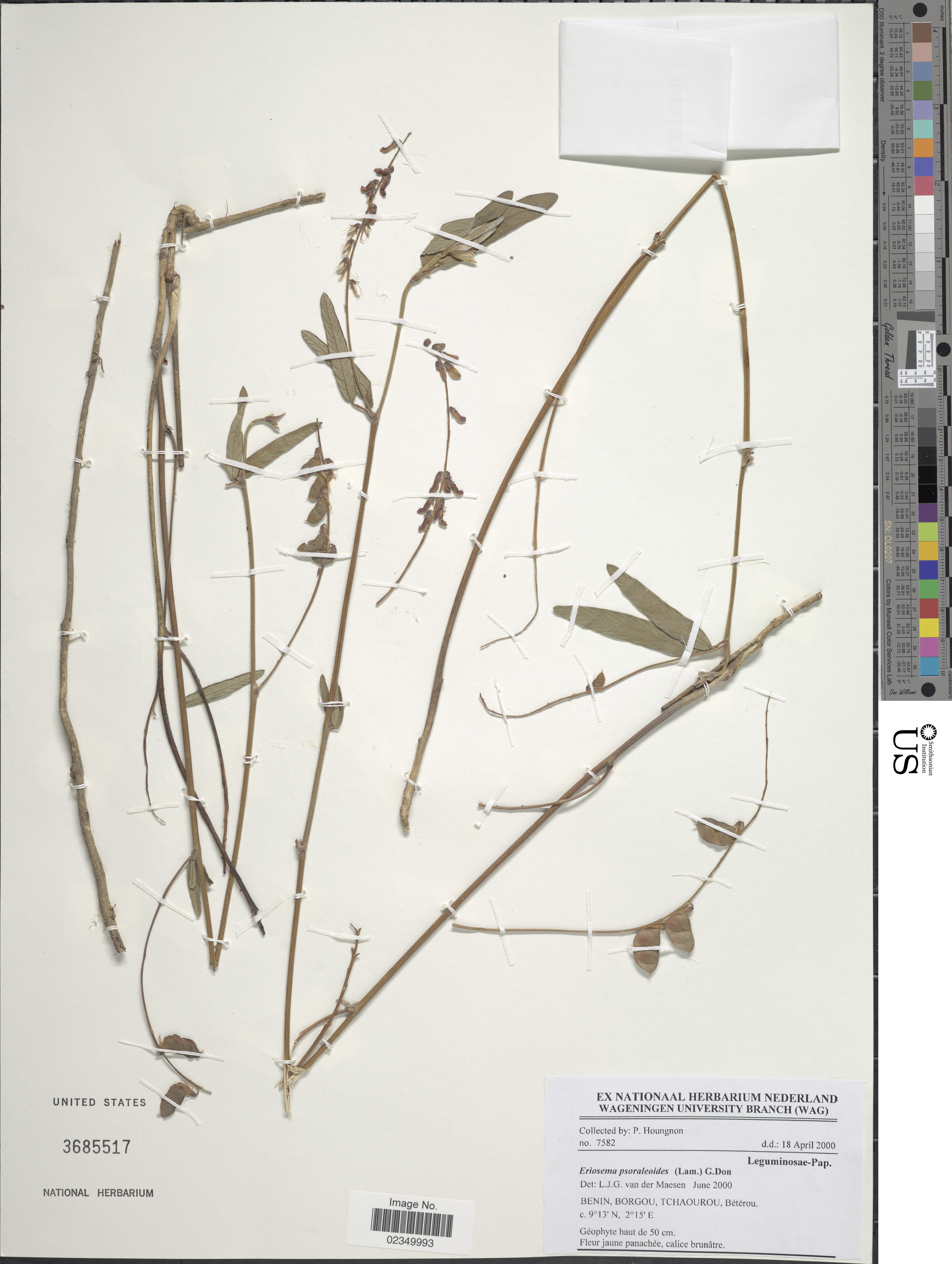
Spécimen collecté à Bétérou au Bénin.

C'est une plante érigée vivace avec des tiges sous-ligneuses ramifiées, grisâtres. La tige principale peut atteindre une hauteur de 2 m. Le dessous des folioles est plus ou moins argenté. Floraison et fructification se produisent pratiquement tout au long de l'année.

## Distribution
Très répandue en Afrique, elle est observée du Sénégal à l'Éthiopie, également vers le sud, en Angola, Zambie, Zimbabwe et au nord-est de l'Afrique du Sud.

## Habitat
On la trouve dans les savanes herbeuses et boisées, dans la savane marécageuse à la lisière de la galerie forestière, dans la forêt semi-décidue.

## Utilisation
Les graines jaunes sont cuisinées.
Toutes les parties de la plantes sont largement utilisées à de très nombreuses fins médicinales. Racines, fleurs et fruits sont employés comme antalgiques, fleurs et fruits comme sédatifs, les feuilles pour traiter des problèmes oculaires, dermatologiques, des infections parasitaires sous-cutanées, feuilles et racines pour faciliter les avortements, traiter les maladies vénériennes ou comme vermifuges.
Les brindilles sont utilisées pour l'hygiène dentaire et buccale, grâce à ses vertus antimicrobiennes.